# Kopparslagarna
Kopparslagarna är en supporterklubb tillhörande Åtvidabergs FF. De bildades ur resterna av den tidigare klubben Brukets Blåställ. Namnet förklaras av att hemmaarenan heter Kopparvallen.